# Ruellia serrana
Ruellia serrana är en akantusväxtart som beskrevs av Profice. Ruellia serrana ingår i släktet Ruellia och familjen akantusväxter. Inga underarter finns listade i Catalogue of Life.